# جورج إي. ميدلتون
جورج إي. ميدلتون (بالإنجليزية: George E. Middleton)‏ هو منتج أفلام ومخرج أمريكي، ولد في 10 أغسطس 1882 في سان فرانسيسكو في الولايات المتحدة، وتوفي في 25 أغسطس 1969 في سان رافاييل في الولايات المتحدة.

## وصلات خارجية
- جورج إي. ميدلتون على موقع IMDb (الإنجليزية)
- جورج إي. ميدلتون على موقع قاعدة بيانات الفيلم (الإنجليزية)